# 860.
860. je sedmo desetletje v 9. stoletju med letoma 860 in 869. 